# Aleksandre Karapetian
Aleksandre Karapetian, né le 23 décembre 1987 à Tbilissi, est un footballeur international arménien qui évolue au poste d'attaquant au FC Noah.

## Carrière
À quasiment 28 ans, il honore sa première sélection en équipe nationale d'Arménie le 11 octobre 2014 face à la Serbie, en remplaçant Marcos Pizzelli à la 85e minute de jeu.

## Palmarès
- Champion du Luxembourg en 2014 avec le F91 Dudelange.